# Nhà hát Guliwer, Warszawa

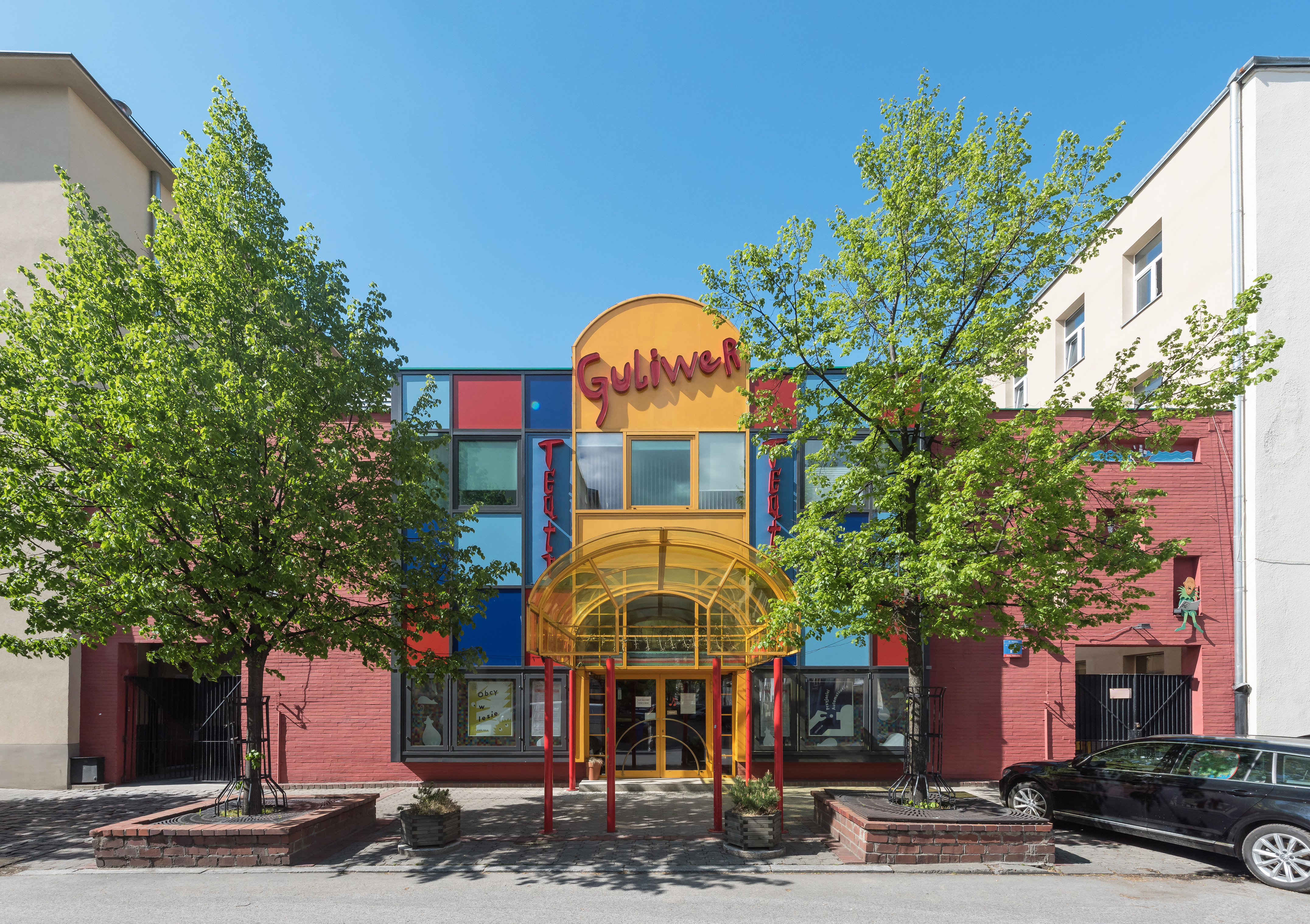
Nhà hát Guliwer, Warsaw (2020)

Nhà hát Guliwer ở Warsaw (tiếng Ba Lan: Teatr Lalek Guliwer) là một trong những nhà hát múa rối lâu đời ở Ba Lan, tọa lạc tại số 16 Phố Różana, Warsaw, Ba Lan.
Tháng 10 năm 1945, Nhà hát được một nhóm các nghệ sĩ đam mê múa rối thành lập và bắt đầu hoạt động tại số 8 Phố Marszałkowska. Sau đó, Nhà hát được đặt tên là "Gulliver" vào năm 1947. Năm 1952, Nhà hát được quốc hữu hóa. Năm 1970, Nhà hát chính thức có trụ sở tại số 16 Phố Różana (cho đến hiện nay).

## Hoạt động
Các tiết mục của Nhà hát Gulliver chủ yếu hướng tới đối tượng trẻ em và gia đình. Nhà hát tự hào với những màn trình diễn múa rối độc đáo, được các nghệ sĩ xuất sắc thực hiện. Trong đó, những tiết mục được đông đảo khán giả đón nhận thường được chuyển thể từ các tác phẩm văn học kinh điển Ba Lan và thế giới, cũng như các tác phẩm văn học đương đại nổi tiếng, chẳng hạn như Chú vịt con xấu xí, Nàng tiên cá hay Truyện cổ tích về người máy.
Nhà hát Gulliver cũng là nơi tổ chức nhiều sự kiện văn hóa, hội thảo, chương trình giáo dục cũng như các buổi giao lưu với nhiều nghệ sĩ khác nhau.